# Eo đất

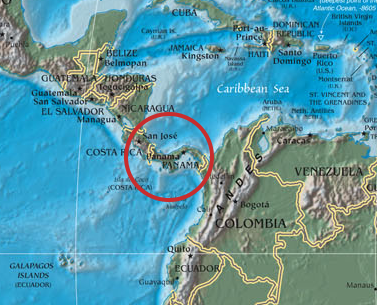
Eo đất Panama thuộc châu Mỹ

Eo đất là một dải đất hẹp nối hai vùng đất lớn hơn lại với nhau và được bao bọc bởi hai khối nước ở hai bên. Đây là loại đối tượng địa lý hiện diện tại nhiều nơi trên thế giới, trong đó eo đất Panama và eo đất Suez được biết đến nhiều nhất. Trong quá khứ, hoạt động giao thông đường dài chủ yếu bằng đường biển khiến cho con người thường xem các eo đất là các chướng ngại vật ngăn cách các quốc gia và từ đó thúc đẩy họ xúc tiến xây dựng các kênh đào băng qua các eo đất này. Sự hình thành eo đất Panama đã ảnh hưởng to lớn đến các mô hình hoàn lưu đại dương và hoàn lưu khí quyển trên Trái Đất, đồng thời đóng vai trò quan trọng đối với đa dạng sinh học do giúp tạo cầu nối cho thực vật và động vật di chuyển qua giữa hai vùng đất thuộc châu Mỹ.

## Từ nguyên
Thuật ngữ eo đất trong tiếng Anh lấy từ tiếng Latinh isthmus, bắt nguồn từ tiếng Hy Lạp cổ là ἰσθμός (isthmós), nghĩa là "cái cổ".